# الصياحية (حجة)

تعديل مصدري - تعديل

الصياحية هي إحدى قرى عزلة خولان بمديرية حجة التابعة لمحافظة حجة، بلغ تعداد سكانها 150 نسمة حسب تعداد اليمن لعام 2004.